# CS Saint-Louis Athus
CS Saint-Louis Athus was een Belgische voetbalclub uit Athus. De club was aangesloten bij de KBVB met stamnummer 701. De club speelde twee seizoenen in de nationale reeksen, maar ging in 1958 op in fusieclub RSC Athusien.

## Geschiedenis
In 1922 was in Athus al voetbalclub FC Jeunesse Sportive Athusienne ontstaan en aangesloten bij de Belgische Voetbalbond. In 1926 werd in Athus ook in katholieke middens een club opgericht, Cercle Sportif Saint-Louis Athus. De club sloot zich aan bij de Belgische Voetbalbond, waar dat jaar de stamnummers werden ingevoerd, en CS Saint-Louis Athus kreeg stamnummer 701 toegekend, het oudere FCJS Athusienne stamnummer 254. Waar dorpsgenoot FCJS in de hoogste regionale reeksen speelde, ging Saint-Louis van start in de laagste reeksen.
Ook CS Saint-Louis Athus klom gestaag op en dankzij een titel in 1934 bereikte de club voor het eerst het hoogste provinciale niveau. De club trof er de oudere dorpsgenoot Jeunesse aan, dat net uit de nationale reeksen was gedegradeerd. Saint-Louis bleef de volgende jaren in Eerste Provinciale en speelde er af en toe naast Jeunesse, dat in die periode op en neer ging tussen de provinciale en nationale reeksen.
Na de Tweede Wereldoorlog werd in 1946 ook Saint-Louis kampioen in Eerste Provinciale en voor het eerst in haar bestaan promoveerde de club naar de nationale bevorderingsreeksen, in die tijd het derde niveau. Saint-Louis trof daar opnieuw dorpsgenoot Jeunesse aan. Waar Jeunesse zich kon handhaven in de middenmoot kende Saint-Louis echter minder succes in Bevordering. Men eindigde er het eerst seizoen als laatste en zo zakte de club in 1947 na een jaar nationaal voetbal weer naar de provinciale reeksen. Het volgende seizoen werd men er echter meteen weer kampioen en voor de tweede keer in drie jaar tijd promoveerde Saint-Louis naar Bevordering. Opnieuw kende men er weinig succes. Saint-Louis werd afgetekend allerlaatste en degradeerde net als de vorige keer na amper een seizoen weer naar Eerste Provinciale.
CS Saint-Louis Athus kon de volgende jaren niet meer terugkeren en bleef in de provinciale reeksen, terwijl dorpsgenoot Jeunesse wel vaak nationaal voetbal speelde. In 1958 gingen beide clubs uit Athus uiteindelijk samen. De fusieclub werd Royal Sporting Club Athusien (RSC Athusien) genoemd en speelde verder met stamnummer 254 van RFC Jeunesse Sportive Athusienne, dat net naar Eerste Provinciale was gedegradeerd. Het stamnummer 701 van CS Saint-Louis Athus werd definitief geschrapt. De fusieclub zou de volgende jaren nog regelmatig in de nationale Vierde Klasse opduiken.